# Menachem Jedid
Menachem Jedid (hebrejsky: מנחם ידיד, žil 15. ledna 1918 – 5. května 2013) byl izraelský politik a poslanec Knesetu za strany Gachal a Likud.

## Biografie
Narodil se ve městě Aleppo v tehdejší Osmanské říši (dnes Sýrie). V roce 1935 přesídlil do dnešního Izraele. Vystudoval ješivu a střední školu.

## Politická dráha
Od roku 1935 byl aktivní v sionistickém hnutí Bejtar. Zapojil se do židovských jednotek Irgun. V letech 1939 a 1946 byl zatčen mandátními úřady. Byl aktivním členem odborové centrály Histadrut ha-ovdim ha-le'umit, v jejímž vedení zasedal. Od založení strany Cherut byl jejím členem, založil její organizaci v telavivské čtvrti Šchunat ha-Tikva. Pracoval na telavivské radnici v letech 1950–1965. Byl tajemníkem organizace Židů ze Sýrie a Aleppa.
V izraelském parlamentu zasedl po volbách v roce 1965, do nichž šel za Gachal. Pracoval v parlamentním výboru pro záležitosti vnitra, výboru pro veřejné služby, výboru pro vzdělávání a kulturu a výboru práce. Opětovně byl zvolen ve volbách v roce 1969, opět za Gachal. Stal se členem výboru práce, výboru pro vzdělávání a kulturu a výboru pro záležitosti vnitra. Zvolen byl i ve volbách v roce 1973, tentokrát už za novou pravicovou formaci Likud. Nastoupil do výboru pro jmenování rabínských soudců, výboru pro veřejné služby, výboru pro státní kontrolu a výboru House Committee. Ve volbách v roce 1977 mandát neobhájil.
V roce 2001 vydal paměti nazvané Jedid nefeš. Symbolicky se zúčastnil ještě voleb do Knesetu roku 2006, kdy kandidoval na 112. (nevolitelném) místě kandidátní listiny Likudu. Zemřel 5. května 2013 ve věku 95 let.